# Paroisse de Campobello
Pour les articles homonymes, voir Campobello.
La paroisse de Campobello est une paroisse civile du comté de Charlotte, au sud du Nouveau-Brunswick. Elle correspond au territoire de Campobello Island.

## Toponyme
Les Passamaquoddys appelaient l'île Abahquit, ce qui signifie parallèle avec la terre ferme, semblable au nom micmac de l'île du Prince-Édouard. Le nom connu ensuite plusieurs variations et changements : Grande Île de Passamaquoddy en 1733, Île Pascamadie ou Île Passamacadie en 1755, Île Pasmaquidy en 1756 puis Île Passamaquodi en 1761.

Lorsque William Owen acheta l'île en 1767, son titre de propriété portait le nom Passamaquoddy Outer Island (Île Passamaquoddy Extérieure). Il donna son actuel à l'île en 1770: 
«  I named the Island Campobello, the latter partly complimentary and punning on the name of the Governor of the Province, Lord William Campbell, and partly as applicable to the nature of the soil and fine appearance of the island, Campobello in Spanish and Italian being, I presume, synonymous to the French Beau-Champ. »
Le nom fut traduit en Fairfield dans un livre de l'amiral W.F.W. Owen en 1842.

## Histoire
La municipalité du comté de Charlotte est dissoute en 1966. La paroisse de Campobello devient un district de services locaux en 1967.